# Paranoia (film)
|  | Denne artikel er oprettet af botten Steenthbot ud fra en ekstern database. Den kan derfor have sproglige fejl eller mangler. Denne skabelon kan fjernes efter kontrol af indholdet. |

 For alternative betydninger, se Paranoia (flertydig). (Se også artikler, som begynder med Paranoia)
Paranoia er en dansk kortfilm fra 2021 instrueret af Peter Wiik.